# تلمبه سید مهدی مهدوی ۲
تلمبه سید مهدی مهدوی ۲ یک منطقهٔ مسکونی در ایران است که در دهستان زنگی‌آباد واقع شده‌است. تلمبه سید مهدی مهدوی ۲ ۴۲ نفر جمعیت دارد.